# Calymmaria sierra
Calymmaria sierra là một loài nhện trong họ Hahniidae.
Loài này thuộc chi Calymmaria. Calymmaria sierra được miêu tả năm 2004 bởi Heiss & Draney.